# The Beggar's Benison
The Beggar's Benison era un club de cavallers escocès dedicat a "la celebració convivencial de la sexualitat masculina". Va ser fundat el 1732 a la ciutat d'⁣Anstruther al Firth of Forth i sovint s'esmenta en les descripcions de la cultura llibertina de la Gran Bretanya del segle XVIII.

## Nom
El títol complet del club era "The Most Ancient and Most Puissant Order of the Beggar's Benison and Merryland, Anstruther", on la paraula Merryland és un eufemisme per al cos femení – utilitzat sovint a la literatura eròtica contemporània. La paraula benison significa "benedicció" i, segons els fundadors, el nom del club prové d'una història sobre el rei Jaume V, "el Gude-man de Ballangeich", que:
"Disfressat de gaiter, viatjava cap a l'East Neuk de Fife. En no poder creuar el Dreel Burn, una gran noia de gaberlunzie va venir al rescat, es va posar les enaguas i va elevar el seu sobirà a través dels seus hurdies. Enamorat de l'alt favor, Sa Majestat a canvi li va donar a la damisela la seva fair' [recompensa] per la qual 'l'home-gude' li va aconseguir 'benison'!"
La dona el va beneir amb les paraules: "Que la teva bossa mai estigui buida i la teva banya estigui florida". Així, el lema del club es va convertir en: "May punch ni purse ne'er fall you".

## Activitat
El club es va formar el 1732, però només es va establir formalment el 1739. Va existir fins al 1836. Els membres del club, que provenien de les classes altes de la societat, es reunien per sopar i beure en un ambient de camaraderia, on intercanviaven cançons d'un to més atrevit i brindaven. La major part de les seves converses versaven sobre temes relacionats amb el sexe, amb freqüents conferències sobre anatomia i altres aspectes relacionats. El club tenia un estoc de pornografia i de vegades també hi havia "noies de postura" nues perquè els membres les miressin. També es creu que es van dedicar a rituals de masturbació col·lectiva, que formaven part de la cerimònia d'iniciació.

Durant la cerimònia d'iniciació, un nou membre va ser "preparat" pel Registrador amb l'assistència de dos ajudants:
"un armari, fent-lo impulsar el seu penis fins a l'erecció completa. Quan així estava preparat, va ser escortat amb quatre bufades de la banya d'alè davant els germans o cavalleria, i el sobirà li va ordenar que col·loqués els seus genitals sobre el plat de prova, que estava cobert amb un tovalló blanc doblegat. Els membres i els cavallers dos i dos es van donar la volta en estat d'erecció i van tocar el penis de novell amb el penis. A continuació, el got especial, amb la insígnia de la Societat i la medalla adjunta, es va omplir de vi de Porto., quan la salut del nou germà es va beure de cor i amb humor, se li va dir que escollis un passatge amorós del Càntic de Salomó i que el llegís en veu alta".
Una mostra dels registres del club revela una reunió típica:
"1737. Dia de Sant Andreu. 24 reunits, 3 provats i inscrits. Tots friggats. El Dr. expatriat. Dues nimfes [noies joves], de 18 i 19 anys, exposades com fins ara. El Sr. Lumsdaine va presentar les regles per a una futura adopció. Es va llegir Fanny Hill. Tempest. Va trencar a les 3 de la matinada"
El club va obrir un capítol a Edimburg el 1766. També s'ha identificat un anunci de diari de 1773, anunciant una reunió a Manchester (Anglaterra). Fins i tot es va proposar un capítol per a Sant Petersburg (Rússia), però es desconeix si realment es va reunir.

## Membres notables
Els membres fundadors del club incloïen algunes de les persones més influents de l'àrea d'Anstruther, entre els quals es trobaven:
- Lord Newark (nét de David Leslie, Lord Newark )
- Sir Charles Erskine de Cambo, 3r baronet, i Thomas i John Erskine, que probablement eren els seus germans menors.
- Robert Hamilton de Kilbrackmont, un terratinent local que va morir en la pobresa
- James Grahame, bailli d'Anstruther Easter
- William Ayton o Aytoun de Kinaldy, terratinent
- John McNachtane, oficial de duanes, cap nominal del dispers clan Highland i cosí del segon comte de Breadalbane, va ser el sobirà del club durant gairebé 30 anys.
- David Pollock, oficial d'execució, cap i "observador" del ritual Testing Platter

Els membres posteriors van incloure:
- David Erskine, Lord Cardross i més tard el segon comte de Buchan, i fundador de la Societat d'Antiquaris d'Escòcia
- William Cummying, primer secretari de la Societat d'Antiquaris d'Escòcia i secretari de Lió
- Hugh Cleghorn, professor d'història civil a la Universitat de St Andrews i primer secretari colonial de Ceilan
- Thomas Erskine, 6è comte de Kellie, músic
- Thomas Erskine, 9è comte de Kellie, comerciant i cònsol britànic a Göteborg, es va convertir en sobirà del club el 1820.

Entre els membres d'honor hi havia el pilot de globus aerostàtic Vincenzo Lunardi.

## Llegat
El club es va dissoldre el 1836. Algunes de les seves pertinences i documents van ser conservats per un dels últims membres, Matthew Foster Connolly, qui era el secretari d'Anstruther Easter i Wester. Connolly va deixar aquestes pertinences al seu gendre, el reverend Dr. JFS Gordon. Els fons restants del club van ser destinats per finançar premis per a noies de l'escola d'East Anstruther. El 1892, un autor desconegut va publicar "Records of the Most Ancient and Puissant Order of the Beggar's Benison and Merryland, Anstruther", que contenia fotografies de moltes de les relíquies del club. Aquesta obra va ser reimpresa el 1982 a la sèrie Gems of British Social History Series. Hi va haver un intent de l'oficial de l'exèrcit Maxwell Robert Canch Kavanagh de reviure el club el 1921. La majoria de les relíquies del club, inclosos els objectes amb decoracions fàl·liques, es troben ara a la col·lecció Beggar's Benison and Wig Club de la Universitat de St Andrews. El 2002 David Stevenson, professor emèrit d'història a la Universitat de St Andrews, va publicar un llibre acadèmic sobre el Beggar's Benison.